# Вейнока (Оклахома)
Вейнока (англ. Waynoka) — місто (англ. city) в США, в окрузі Вудс штату Оклахома. Населення — 708 осіб (2020).

## Географія
Вейнока розташована за координатами 36°35′5″ пн. ш. 98°52′43″ зх. д. / 36.58472° пн. ш. 98.87861° зх. д. (36.584644, -98.878531).  За даними Бюро перепису населення США в 2010 році місто мало площу 2,56 км², уся площа — суходіл.

## Демографія
Згідно з переписом 2010 року, у місті мешкало 927 осіб у 385 домогосподарствах у складі 235 родин. Густота населення становила 362 особи/км².  Було 582 помешкання (227/км²).
Расовий склад населення:
| - 88,2 % — білих - 2,8 % — корінних американців - 0,6 % — азіатів - 0,2 % — чорних або афроамериканців - 3,3 % — осіб інших рас |

До двох чи більше рас належало 4,7 %. Частка іспаномовних становила 6,8 % від усіх жителів.
За віковим діапазоном населення розподілялося таким чином: 25,4 % — особи молодші 18 років, 55,1 % — особи у віці 18—64 років, 19,5 % — особи у віці 65 років та старші. Медіана віку мешканця становила 39,8 року. На 100 осіб жіночої статі у місті припадало 97,7 чоловіків;  на 100 жінок у віці від 18 років та старших — 89,1 чоловіків також старших 18 років.
Середній дохід на одне домашнє господарство  становив 54 741 долар США (медіана — 42 500), а середній дохід на одну сім'ю — 66 534 долари (медіана — 65 000). За межею бідності перебувало 14,1 % осіб, у тому числі 16,0 % дітей у віці до 18 років та 10,5 % осіб у віці 65 років та старших.
Цивільне працевлаштоване населення становило 516 осіб. Основні галузі зайнятості: освіта, охорона здоров'я та соціальна допомога — 24,0 %, сільське господарство, лісництво, риболовля — 20,2 %, роздрібна торгівля — 11,0 %, мистецтво, розваги та відпочинок — 10,9 %.